# الشنابله
الشنابله، قرية من قرى منطقة المدينة المنورة في السعودية. تقع في شمال المدينة المنورة بمسافة تقارب ( ) كم، وفي ( ) المندسة بنحو ( ) كم.